# Kľačany
Kľačany este o comună slovacă, aflată în districtul Hlohovec din regiunea Trnava. Localitatea se află la altitudinea de 170 m deasupra n.m., se întinde pe o suprafață de 10,105 km2 și în 2017 număra 1.088 de locuitori.

## Istoric
Localitatea Kľačany este atestată documentar din 1256.

## Demografie
| An:                | 1994 | 2004   | 2014   | 2024   |
| ------------------ | ---- | ------ | ------ | ------ |
| Număr de persoane: | 954  | 976    | 1064   | 1143   |
| Diferență:         |      | +2,30% | +9,01% | +7,42% |

| An:                | 2023 | 2024   |
| ------------------ | ---- | ------ |
| Număr de persoane: | 1145 | 1143   |
| Diferență:         |      | −0,17% |